# Moraea dracomontana
Moraea dracomontana är en irisväxtart som beskrevs av Peter Goldblatt. Moraea dracomontana ingår i släktet Moraea och familjen irisväxter. Inga underarter finns listade i Catalogue of Life.